# Kirgizisztán világörökségi helyszínei
Kirgizisztán területéről eddig három helyszín került fel a világörökségi listára, két helyszín a javaslati listán várakozik a felvételre.  
| | Szulajman-hegy |
| 2009 |                |
| Kulturális (III)(VI) |                |
| Védett terület: 112 ha, puffer zóna: 4 788 ha, hivatkozás: 1230 |                |
| Az iszlám és korábbi vallások által szent hegyként tisztelt Szulajman-hegy a selyemút egyik fontos csomópontjánál fekszik, Os város közelében emelkedik ki a termékeny Fergana-völgyből. Os a középkorban összekötő szerepet játszott Afrika, Ázsia és a Mediterrán térség között. A hegy több mint ezerötszáz éve zarándokhely, csúcsai és lejtői ősi kultikus helyeket és sziklavésetekkel díszített barlangokat rejtenek. A kultikus helyek közül tizenhét ma is használatban van, ezeket gyalogösvények kötik össze. A régészeti kutatások során a feltárt kő- és bronzkori leletek bizonyítják, hogy a terület már évezredekkel ezelőtt is fontos szerepet töltött be az itt élők életében. Igazán komoly jelentőségre a 17. században tett szert amikor a muzulmánok egyik szent helyévé vált és egy mecsetet is építettek a hegyen. Egyes barlangokban prehisztorikus sziklafestményeket és véseteket találtak, ezek embereket, állatokat és geometrikus alakzatokat ábrázolnak. A Szulajman-hegy a közép-ázsiai szent hegyek között a legjelentősebb, ahol a vallási hagyományok évezredek óta élnek, és jelenleg is erősen hatnak Közép-Ázsia nagy részére. |                |

| | A Selyemút |
| Kazahsztán, Kirgizisztán és Kína közös világörökségi helyszíne |            |
| 2014 |            |
| Kulturális (II)(III)(V)(VI) |            |
| Védett terület: 42 668,1 ha, puffer zóna: 189 963,1 ha, hivatkozás: 1442 |            |
| A 35 000 kilométer kiterjedésű Selyemút egy 5000 kilométeres szakasza Kazahsztán, Kirgizisztán és Kína közös világörökségi helyszíne. Az útrendszer évezredeken keresztül összekötötte Ázsia keleti részét az Indiai szubkontinenssel, Közép- és Nyugat-Ázsiával valamint a Közel-Kelettel, és komoly szerepet játszott a világ több nagy civilizációjának fejlődésében. Bár az útvonalak egy részét már évezredekkel korábban is használták az úthálózat az i. e. 2. században kezdett el kialakulni, amikor jelentősen megnőtt szállított áru mennyisége. Végső formáját az i. sz. 1. századra nyerte el, virágkorát a 6. és a 14. század között élte és egészen a 16. századig használatban maradt. A világörökségi helyszínhez tartozó szakasz 33 eleme fővárosokat, palotákat, birodalmakat, királyságokat, erődöket, emlékműveket, a kínai nagy fal egyes részeit, buddhista barlangtemplomokat, vallási épületeket stb. kötött össze. Az úton főleg nyersanyagokat, élelmiszereket, fűszereket és luxusárukat szállítottak teherhordó állatokon valószínűleg több kereskedő közreműködésével. Egyes területeknek bizonyos áruk felett monopóliuma volt, például Kína látta el selyemmel Ázsiát és Mediterrán térséget is.Az út tengerszint feletti magassága -154 és 7400 méter között változik ezért szélsőséges a hőmérséklet ingadozás. Az útvonal egyes részeire extrém szárazság és sivatagi körülmények a jellemzőek, máshol szteppéken, erdőkön keresztül, hegyek között vagy folyók és alpesi tavak mellett halad el. |            |

| | Nyugati-Tien-san |
| Kazahsztán, Kirgizisztán és Üzbegisztán közös világörökségi helyszíne |                  |
| 2016 |                  |
| Természeti (X) |                  |
| Hivatkozás: 1490 |                  |
| A különböző ökoszisztémák egyéni kombinációjával, a változatos állat- és növényvilággal és számos endemikus és veszélyeztetett ritka fajjal rendelkező Nyugati-Tien-san három ország, Kazahsztán, Kirgizisztán és Üzbegisztán közös világörökségi helyszíne. A területen megtalálható Közép-Ázsia endemikus élőlényeinek közel a fele, valamint ebből a térségből származik számos haszonnövény is. Néhány termesztett növény vadon élő változata is él itt, köztük az alma, a barack, a pisztácia, a szilva, a dió és a szőlő. A gerinces állatok közül eddig 61 emlős-, 316 madár-, 17 hüllő és 20 halfajt azonosítottak. A helyszínen globálisan veszélyeztetett 14 növény- és 18 állatfaj is él, köztük az egyiptomi keselyű és a hópárduc. A gerinctelen állatfajok között is magas a csak itt élő fajok aránya. A védett területre veszélyt jelent az orvvadászat, a túllegeltetés, az illegális fakitermelés és a növények gyűjtése. A természeti katasztrófák is komoly károkat okoznak, gyakoriak a hegyomlások, a sárlavinák, a szárazság okozta tüzek. A védett terület egyes részei közel esnek sűrűn lakott területekhez, ami további veszélyt jelent. A helyszín védelme érdekében korlátozzák a látogató számát, akiket csak vezetéssel engednek be előre meghatározott területekre. |                  |

## Javasolt helyszínek
| Megnevezés                            | Kép | Típus      | Kritérium          | Év   | Link |
| ------------------------------------- | --- | ---------- | ------------------ | ---- | ---- |
| Saimaluu Tash sziklavésetei           |     | Kulturális | III, IV, VI        | 2001 | 1512 |
| A Selyemút helyszínei Kirgizisztánban |     | Kulturális | II, III, IV, V, VI | 2010 | 5518 |